# ارل رون ۳

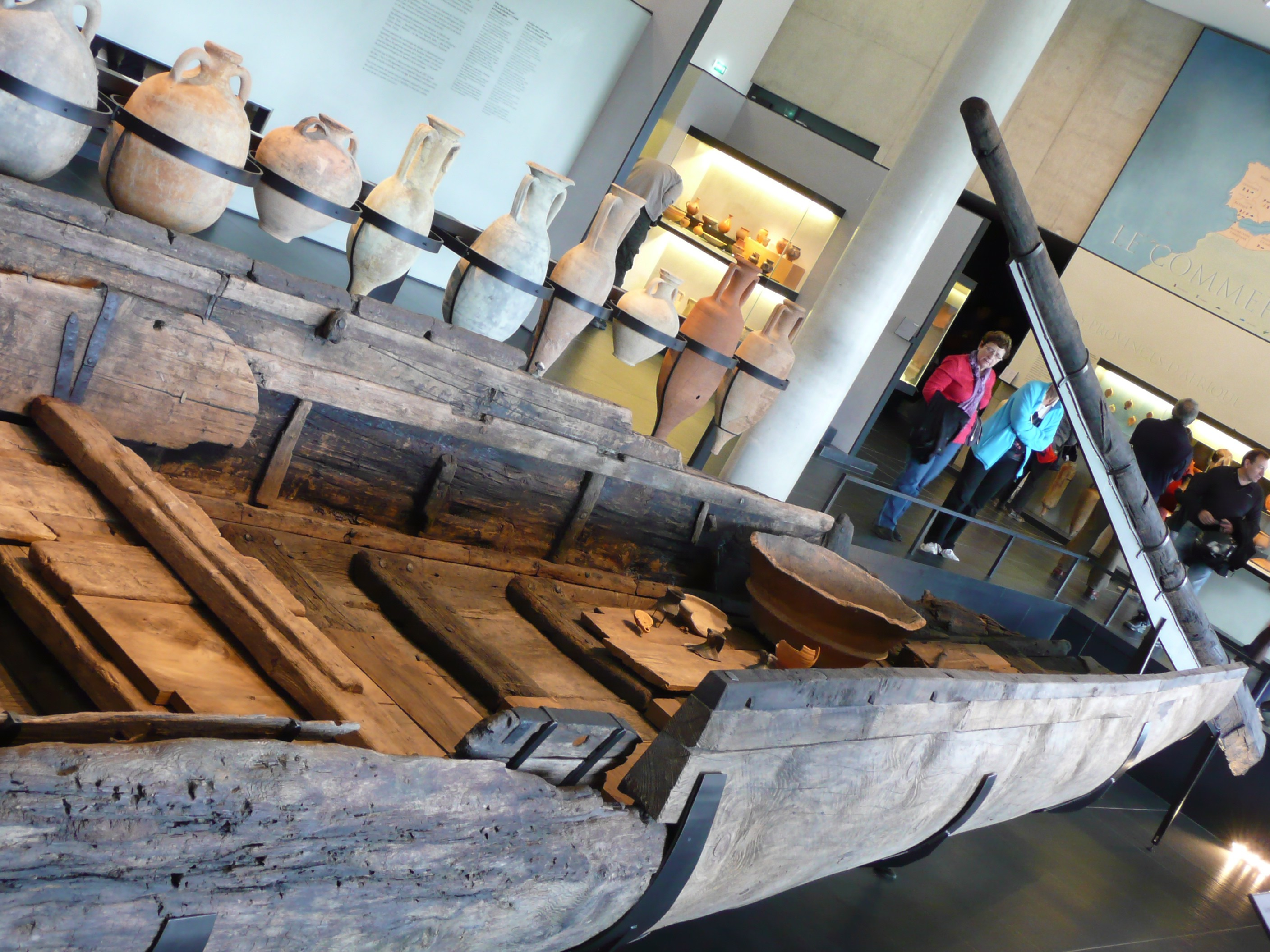
نمای لاشه قایق در موزه باستانی و محلی در ارل

ارل رون ۳ (به فرانسوی: Arles Rhône 3) یک قایق باستانی رومی است که در سال ۲۰۱۱ میلادی از رودخانه رون در شهر ارل فرانسه از آب بیرون کشیده شد. این قایق ۱۰۲ فوت (حدود ۳۱ متر) طول دارد و به وسیله رومیان در سده اول میلادی و به منظور تجارت در مسیرهای رودخانه‌ای ساخته شده بود.
این کشتی کوچک به شکلی سالم و پس از حدود دو هزار سال سکونت در گل و لای کشف گردید. ارل رون ۳ در پاییز ۲۰۱۳ میلادی در یک موزه باستانی و محلی در ارل به نمایش عموم در آمد. یک مجسمه مرمری الهه نپتون (اسطوره رومی به معنای خدای دریا) نیز در قایق کشف گردید.
برای به دست آوردن اطلاعات بیشتر از این قایق که باستان‌شناسان آن را ارل رون ۳ نامگذاری کردند، لازم بود که آنان گنجینه‌های با ارزش موجود در قایق را بیرون بکشند. یک خمره بزرگ و صدها آمفورای رسی بخشی از این کشفیات بود. باستان شناسان همچنین پس از حفاری، یک پارچ سرامیکی به شکل یک سگ، یک شمشیر آهنی، یک چاقوی دسته استخوانی، یک سنجاق آرایشی با سر تزئین شده از جنس استخوان و به شکل یک زن را نیز کشف کردند.